# Trigonostylus crassisetis
Trigonostylus crassisetis är en mångfotingart som beskrevs av Henri W. Brölemann 1898. Trigonostylus crassisetis ingår i släktet Trigonostylus och familjen Cyrtodesmidae. Inga underarter finns listade i Catalogue of Life.